# Élections régionales de 2023 à Madère
Les élections régionales de 2023 (en portugais : Eleições legislativas regionais na Madeira em 2023) se tiennent le 24 septembre 2023 afin d'élire les 47 députés de l'Assemblée législative de cette région autonome portugaise de Madère.
La coalition Nous sommes Madère termine largement en tête avec 43,13 % des voix mais perd sa majorité absolue. Le PS s'effondre au profit d'Ensemble pour le peuple, qui progresse, et de Chega, qui fait son entrée à l'assemblée régionale.

## Contexte
Les précédentes élections en septembre 2019 sont une victoire en demi-teinte pour le Parti social-démocrate (PPD/PSD) du Président du gouvernement Miguel Albuquerque. S'il se maintient en tête, il perd en effet la majorité absolue des sièges pour la première fois de l'histoire politique de l'archipel, le PPD/PSD la détenant depuis les premières élections régionales organisées 43 ans auparavant en 1976
Arrivé deuxième, le Parti socialiste (PS) enregistre une nette progression et triple le nombre de ses élus alors même qu'il se présente seul, et non plus en coalition comme en 2015. Il est suivi loin derrière par le CDS – Parti populaire (CDS-PP), qui connait également un net recul. Ce résultat régional intervient à quelques jours des élections législatives au niveau national, qui confirment les bons résultats du PS et le recul du PPD/PSD,.
Miguel Albuquerque parvient néanmoins à se maintenir en concluant un accord de coalition avec le CDS-PP. Son gouvernement, qui prend ses fonctions le 15 octobre, intègre plusieurs membres du CDS-PP dont son dirigeant Rui Barreto, qui devient Secrétaire régional à l'Économie. En amont des élections de 2023, les deux partis décident de mener une liste commune.

## Système électoral
L'Assemblée législative de Madère est composée de 47 sièges pourvus pour quatre ans au scrutin proportionnel plurinominal de liste dans une unique circonscription électorale correspondant au territoire de la région, et répartis selon la méthode D'Hondt.

## Résultats
|                          |                                          |         |       |       |        |               |  |  |  |  |  |  |  |  |
| Partis                   | Partis                                   | Voix    | %     | +/-   | Sièges | +/-           |  |  |  |  |  |  |  |  |
|                          | Nous sommes Madère (PPD/PSD.CDS-PP)      | 58 399  | 43,13 | 2,05  | 23     | 1             |  |  |  |  |  |  |  |  |
|                          | Parti socialiste (PS)                    | 28 844  | 21,30 | 14,46 | 11     | 8             |  |  |  |  |  |  |  |  |
|                          | Ensemble pour le peuple (JPP)            | 14 933  | 11,03 | 5,56  | 5      | 2             |  |  |  |  |  |  |  |  |
|                          | Chega (CH)                               | 12 028  | 8,88  | 8,45  | 4      | 4             |  |  |  |  |  |  |  |  |
|                          | Coalition démocratique unitaire (CDU)    | 3 677   | 2,72  | 0,92  | 1      | en stagnation |  |  |  |  |  |  |  |  |
|                          | Initiative libérale (IL)                 | 3 555   | 2,63  | 2,10  | 1      | 1             |  |  |  |  |  |  |  |  |
|                          | Personnes–Animaux–Nature (PAN)           | 3 046   | 2,25  | 0,79  | 1      | 1             |  |  |  |  |  |  |  |  |
|                          | Bloc de gauche (BE)                      | 3 036   | 2,24  | 0,50  | 1      | 1             |  |  |  |  |  |  |  |  |
|                          | Parti travailliste portugais (PTP)       | 1 369   | 1,01  | 0,01  | 0      | en stagnation |  |  |  |  |  |  |  |  |
|                          | LIBRE (L)                                | 858     | 0,63  | Nv.   | 0      | en stagnation |  |  |  |  |  |  |  |  |
|                          | Réagir, inclure, recycler (RIR)          | 727     | 0,54  | 0,68  | 0      | en stagnation |  |  |  |  |  |  |  |  |
|                          | Parti de la Terre (MPT)                  | 696     | 0,51  | 0,16  | 0      | en stagnation |  |  |  |  |  |  |  |  |
|                          | Alternative démocratique nationale (ADN) | 617     | 0,46  | 0,04  | 0      | en stagnation |  |  |  |  |  |  |  |  |
|                          |                                          |         |       |       |        |               |  |  |  |  |  |  |  |  |
| Votes valides            | Votes valides                            | 131 785 | 97,32 |       |        |               |  |  |  |  |  |  |  |  |
| Votes nuls               | Votes nuls                               | 2 790   | 2,06  |       |        |               |  |  |  |  |  |  |  |  |
| Votes blancs             | Votes blancs                             | 838     | 0,62  |       |        |               |  |  |  |  |  |  |  |  |
| Total                    | Total                                    | 135 413 | 100   | –     | 47     | en stagnation |  |  |  |  |  |  |  |  |
| Abstentions              | Abstentions                              | 118 452 | 46,66 |       |        |               |  |  |  |  |  |  |  |  |
| Inscrits / participation | Inscrits / participation                 | 253 865 | 53,34 |       |        |               |  |  |  |  |  |  |  |  |

## Analyse
Malgré un léger recul qui lui fait perdre sa majorité absolue des sièges, la coalition PPD/PSD.CDS-PP Nous sommes Madère termine largement en tête avec 43,13 % des voix. Le PS s'effondre au profit d'Ensemble pour le peuple et de Chega, qui fait son entrée à l'assemblée régionale. Bien que faisant face à des appels internes à la démission au vu du nouveau recul du PPD/PSD, Miguel Albuquerque revendique la victoire, sa coalition étant en position de force pour conclure un accord avec d'autres formations mineures. Si une entente avec le Chega est d'emblée exclue par Albuquerque, elle reste ouverte avec l'Initiative libérale (IL) et Personnes–Animaux–Nature (PAN), qui s'y déclarent favorables,.
Deux jours après le scrutin, le 26 septembre suivant, le PAN annonce avoir conclu un accord avec la coalition sortante sous la forme d'un soutien sans participation au XIVe gouvernement régional de Madère, permettant de fait à celui-ci de disposer d'une majorité absolue au sein de l'hémicycle régional. L'accord est critiqué par le leader national du CDS-PP tandis que l'Initiative libérale annonce s'inscrire, en réaction, dans une opposition « constructive ».